# Weight of the world (Neil Young)
Weight of the world is een lied dat werd geschreven door Neil Young. Hij bracht het in 1986 uit op een single met Pressure op de B-kant. Daarnaast kwam het dat jaar uit op zijn album Landing on water. De single bereikte nummer 33 van de rocklijst van Billboard.
Young bracht het uit tijdens zijn jaren bij Geffen Records. De stijl kan ingedeeld worden tot de Elektronische rock en synthpop.
Ondanks de zware teksten op het album, zingt Young in dit nummer dat hij vrij is van zorgen. De liefde heeft hem bevrijd van de donkerheid van binnen. Hij vertrouwde eerst zijn vrienden en zelfs zijn vriendin niet. Nu heeft hij het gewicht van de wereld afgeworpen dat hij met zich mee droeg.